# Lido Catelli
Lido Catelli (Lucca, 13 luglio 1923 – 1995) è stato un calciatore italiano, di ruolo centrocampista.

## Caratteristiche tecniche
Giocò nel ruolo di terzino destro.

## Carriera
Giocò in Serie A con la Lucchese.